# Levane
Lèvane è una frazione divisa tra il comune di Bucine e quello di Montevarchi, in provincia di Arezzo. 
Da sempre piccola unità abitativa rurale sorta lungo la strada reale, poi regia postale aretina e infine strada statale 69 di Val d'Arno, e poche altre case sparse, negli ultimi decenni si è trasformata in una realtà urbana di una certa consistenza con la continua edificazione di nuovi quartieri residenziali e la conseguente sempre maggiore facilità di accesso a servizi pubblici e privati. Tant'è che dagli 85 abitanti che risultavano al catasto fiorentino nel 1427, si è passati ai 1300-1600 di metà ottocento per raggiungere i circa 5000 residenti attuali suddivisi nei due comuni già citati, Bucine e Montevarchi.
Uno sviluppo demografico che è andato di pari passo col crescere e il differenziarsi dell'economia cittadina. Da terra di fattorie signoriali, come quelle di Levanella dei Pitti e degli Strozzi, e di mezzadria, soprattutto in età medicea e granducale, a partire dagli inizi del XX secolo fu protagonista di un fiorire graduale di piccole imprese e attività industriali. Così da attività di mero artigianato, come la quattrocentesca produzione di terrecotte o le attività di trattamento della lana, e di commercio legate all'agricoltura, come l'altrettanto antica fiera annuale vaccina del primo martedì di agosto, e al passaggio di diligenze e convogli, come la stazione di posta o l'osteria o la locanda, si aprì alla produzione manifatturiera su scala industriale. La prima fu, nel 1906, la filanda di seta che occupò fino a settanta dipendenti e chiuse solo dopo la fine della Seconda guerra mondiale. In seguito ne arrivarono altre.
Oggi, a differenza di altri centri del Valdarno che hanno preferito puntare sulla specializzazione monoproduttiva, Levane presenta una variegata gamma di attività imprenditoriali che spaziano in settori anche molto distanti tra loro come il tessile, il metalmeccanico, la logistica, il commercio, le forniture all'ingrosso, il turismo, il mobiliere, il florovivaistico e gli allevamenti.

## Storia
Il toponimo Levane deriva dal tardo latino Ad Venanum che stava ad indicare, in periodo longobardo, una zona boscosa riserva signoriale di caccia. Il termine, poi volgarizzato in Avane, per successiva contrazione con l'articolo diventò Lavane e infine l'odierno Levane. E infatti il borgo di Levane sorse proprio nella riserva dell'adiacente Castello di Leona.
L'insediamento originario si componeva del castello e del borgo annesso che stava però su un altro colle e che passò a essere chiamato Levane Alta quando, tra il 1278 e il 1279, cominciò a sorgere sul fondovalle, sulla riva destra del torrente Ambra, la Levane vera e propria. Sia il castello che dominava la piana, sia le due comunità cittadine erano possedimenti della consorteria degli Ubertini almeno fino a quando, il 26 giugno 1385, Azzo degli Ubertini cedette direttamente alla Repubblica fiorentina il castello di Leona, il borgo di Levane e Levane Alta più il territorio circostante insieme ad altri suoi feudi e castelli in Valdarno superiore e in Casentino. La Levane moderna sorge sulle rive del torrente Ambra, tra il colle dove oggi è Levane Alta e il colle dove oggi è ben conservato il santuario di Santa Maria della Ginestra. Levane fu rasa completamente al suolo dopo essere stata minata dai tedeschi in ritirata nel 1944, rimase in piedi solo la chiesa con il suo campanile. Nel 1966 subì un'alluvione per l'esondazione del torrente Ambra, per fortuna senza morti, ma solo danni materiali. A 2 km di distanza dal centro cittadino, nella valle dell'Inferno sul fiume Arno, sorge una centrale idroelettrica dell'Enel detta "diga di Levane" che nello stesso anno non riuscì a trattenere acqua a sufficienza per evitare l'inondazione di Firenze. Levane a partire dagli anni sessanta è diventato un popoloso centro industriale.
Trovandosi su un'importante arteria viaria, da Levane passarono un po' tutti coloro che andavano e venivano da Roma ma, per la drammaticità dell'evento, il passaggio più ricordato dalle cronache è sicuramente quello dei Lanzichenecchi del 1527, descritto anche da Benedetto Varchi: «li capi di detta gente de' Lanzi [...], com'egli avevano passato l'Alpi senza alcuna contradizione, [...] lor n'andavano cantando a quel glorioso sacco di Firenze [...]. Vennono queste genti con questa intenzione insino al ponte a Levane, dove mutaro consiglio: dicono alcuni, per non aver mai potuto volgere i carriaggi verso Firenze: il che se è vero o no, io non l'affermo, et anco per essere stato accertato da qualche uomo degno di fede, io non lo niego. Presono la via di Roma per la val d'Ambra, e quello che, presa e saccheggiata tal città, e' facessino, è noto a tutto il mondo».
In tempi più recenti, nel 1844, passò da Levane anche il poeta statunitense Bayard Taylor che, nella sua relazione di viaggio, racconta: "ma Levane ci ha fatto dimenticare tutti i disagi della giornata. Era notte, nevicava, e davanti a un grosso falò, sedevano due o più contadini. È stato divertente perché quando uno di loro ha chiesto ad un altro di scambiare con noi qualche parola quello gli ha risposto "perché dovrei dirgli qualcosa? Loro non fanno il nostro lavoro. Noialtri siamo solo dei maialai e non gli interesserà di certo parlare con noi". Poi però la sua curiosità ha prevalso ed ha attaccato bottone: ne è nata una lunga chiacchierata. La cosa più buffa di tutte è che a loro rimaneva difficile da capire com' è che ci fosse da attraversare tanta acqua, senza nessuna terra in mezzo, per arrivare nel nostro paese [gli USA]. Quando hanno saputo che andavamo a Roma hanno subito pensato che fossimo dei pellegrini e la voce deve aver fatto il giro del paese perché quando passavamo lungo la strada i beninformati spiegavano agli altri "stanno facendo un viaggio di penitenza". Ma c'è da capirli visto che al giorno d'oggi è sempre più raro incontrare viaggiatori che attraversano l'Italia a piedi. Tuttavia devo dire che questi contadini si esprimono anche troppo bene per gente della loro condizione, anche se è vero che ignorano tutto quello che va al di là dei loro oliveti e delle loro vigne".
Meno entusiasta di lui, ma oltre cinquant'anni prima, era stata invece Miss Mary Barry che, nel suo diario di viaggio, annotava al giorno 25 maggio 1784: «Arrived at Levane; inn very bad». Insomma la locanda faceva schifo.

## Cultura

### Eventi
Il Carnevale si svolge nel borgo di Levane Alta, aperto per l'occasione solo ai pedoni, ed è, generalmente, ispirato a favole e racconti. Infatti le scenografie, la merenda offerta ai ragazzi, le maschere, si ispirano al tema scelto.
Negli anni si sono celebrati "Pinocchio nel paese dei balocchi", "Alice nel paese delle meraviglie", "Piccolo Borgo Antico", "La terra di mezzo" ispirata al Signore degli anelli, "il giro del mondo in... un carnevale", "Carnevale sull'olimpo" ispirato alla mitologia greca, "Carnevalot" ispirato a re Artù e alla leggenda della spada nella roccia, "Preistoric Carneval", ispirato al cartoon dei Flinstoons, "Il mondo sommerso" ispirato al mondo sottomarino, "L'isola che non c'è" ispirato alla favola di Peter Pan, "Le cirque al soleil... di Levane Alta" ispirato al mondo circense.
Il vignettista Sergio Staino cura la realizzazione della vignetta fin dalla prima edizione (2002) e con la quale viene ideato il manifesto e la cartolina filatelica a ricordo della manifestazione.
L'evento coinvolge tutta la cittadinanza e molte associazioni del territorio locale.
L'ultima domenica di luglio è la festa del perdono, mentre dalla seconda domenica di luglio fino al venerdì prima dell'inizio dei festeggiamenti religiosi, Levane Alta, Acquaborra, La Querce e Santa Maria si affrontano nel classico "torneo dei rioni" in svariate gare sportive.
Il Patrono del paese è San Martino. Festeggiato l'11 novembre con fuochi artificiali in Piazza del Secco.

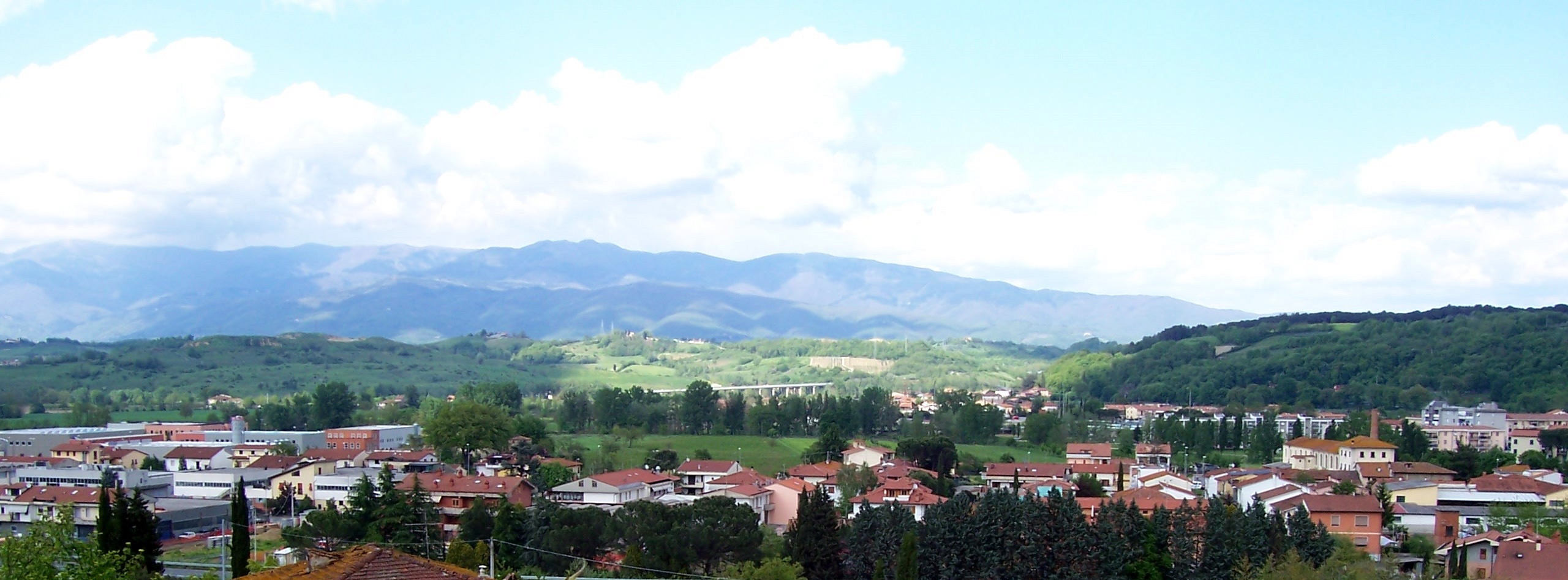
L'agglomerato urbano di Levane sul fondovalle

## Infrastrutture e trasporti

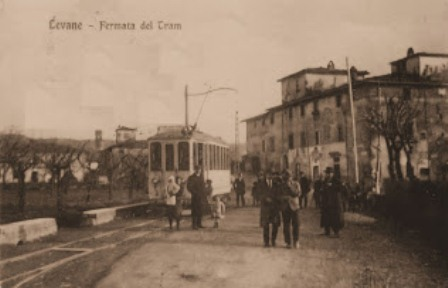
Levane, capolinea tranviario in una cartolina d'epoca

Dal 1914 al 1934 Levane era collegata agli altri distretti industriali circostanti per mezzo della tranvia San Giovanni Valdarno-Montevarchi-Terranuova Bracciolini/Levane, una linea a trazione elettrica gestita dalla Società per la trazione elettrica del Valdarno superiore (STV). Tale infrastruttura svolse un ruolo essenziale nello sviluppo industriale della zona, arrivando a trasportare più di 1.300.000 viaggiatori l'anno.

## Sport

### Calcio
Nella frazione aveva sede la squadra USD Calcio Levane,  fondata nel 1969 e rimasta attiva fino al 2012, sostituita dalla società Virtus Leona, militante in prima categoria, e dall'Atletico Levane, che disputava il campionato di terza categoria. Queste ultime si sono poi fuse, nel 2015, nell’ASD Atletico Levane Leona, militante in Seconda Categoria.